# Vegueria
La vegueria (pronuncia catalana: [bəɣəˈɾi.ə]; pl. vegueries) era la giurisdizione territoriale amministrativa feudale del Principato di Catalogna (fino alla Corona d'Aragona) durante il Medioevo e nell'Età Moderna fino ai Decreti di Nueva Planta del 1716 e nella Catalogna del Nord fino al 1790 epoca della Rivoluzione francese.
Vegueries sarebbero state presenti per secoli anche nel regno di Sardegna fino alla fusione perfetta e, per un breve periodo, nel Ducato di Atene.